# Bilal Hassani
Bilal Hassani (ur. 9 września 1999) – francuski piosenkarz i youtuber.
Reprezentant Francji w 64. Konkursie Piosenki Eurowizji (2019). Wygrał tytuł „nowego najlepszego artysty” u NRJ Music Awards 2019.

## Młodość
Ma pochodzenie marokańskie. Jego matka jest naturalizowaną obywatelką francuską, a ojciec mieszka w Singapurze. Ma starszego brata, Taha (ur. 1995).
W 2017 uzyskał tytuł licencjata literatury.

## Kariera
Śpiewa od piątego roku życia. Od grudnia 2010 prowadzi konto w serwisie YouTube, na którym publikuje covery piosenek oraz wideoblogi. W filmach zazwyczaj promuje styl queer. W 2015 wziął udział w drugiej francuskiej edycji programu The Voice Kids, prezentując na tzw. „przesłuchaniach w ciemno” utwór Conchity Wurst „Rise Like a Phoenix”. Dołączył do drużyny Patricka Fiori. Odpadł na etapie „bitew”, w których wykonywał utwór Rogera Glovera „Love Is All” i wraz ze Swany’m przegrał rywalizację z Lenni-Kimem.
W grudniu 2018 z piosenką „Roi” zakwalifikował się do programu Destination Eurovision 2019, pełniącego formę krajowych eliminacji do 64. Konkursu Piosenki Eurowizji organizowanego w Tel Awiwie w maju 2019 roku. 12 stycznia wystąpił w pierwszym półfinale i z pierwszego miejsca awansował do finału, rozgrywanego 26 stycznia 2019. W finale zwyciężył, zdobywszy pierwsze miejsce z 200 punktami na koncie, w tym piąte miejsce w rankingu jurorów (50 pkt) i pierwsze miejsce w głosowaniu telewidzów (150 pkt), dzięki czemu został ogłoszony reprezentantem Francji na Eurowizji 2019. 26 kwietnia wydał debiutancki album studyjny pt. Kingdom, na którym umieścił singiel „Roi”. 18 maja wystąpił w finale konkursu z 21. numerem startowym i zajął 16. miejsce po zdobyciu 105 punktów, w tym 38 punktów od telewidzów (18. miejsce) i 67 pkt od jurorów (13. miejsce). Jesienią 2021 uczestniczył w 11. edycji programu Danse avec les stars, w jednopłciowej parze z Jordanem Mouilleracem zajął drugie miejsce w finale. Jesienią 2022 powróci do programu w charakterze jurora.

## Wizerunek
Ma zamiłowanie do eksperymentów z garderobą i wyglądem.
W gazecie „Le Monde” napisano, że „nie pozostawia nikogo obojętnym”.

## Życie prywatne
Jest wyoutowanym gejem. Publicznego coming outu dokonał w czerwcu 2017. Według czasopisma „Têtu”, uchodzi za „ikonę francuskiej młodzieży LGBT” i znalazł się na ich liście „30 najważniejszych osób środowiska LGBT, które zmieniają Francję”.

## Dyskografia
Albumy studyjne
- Kingdom (2019)
- Contre soirée (2020)